# Knoop (kleding)

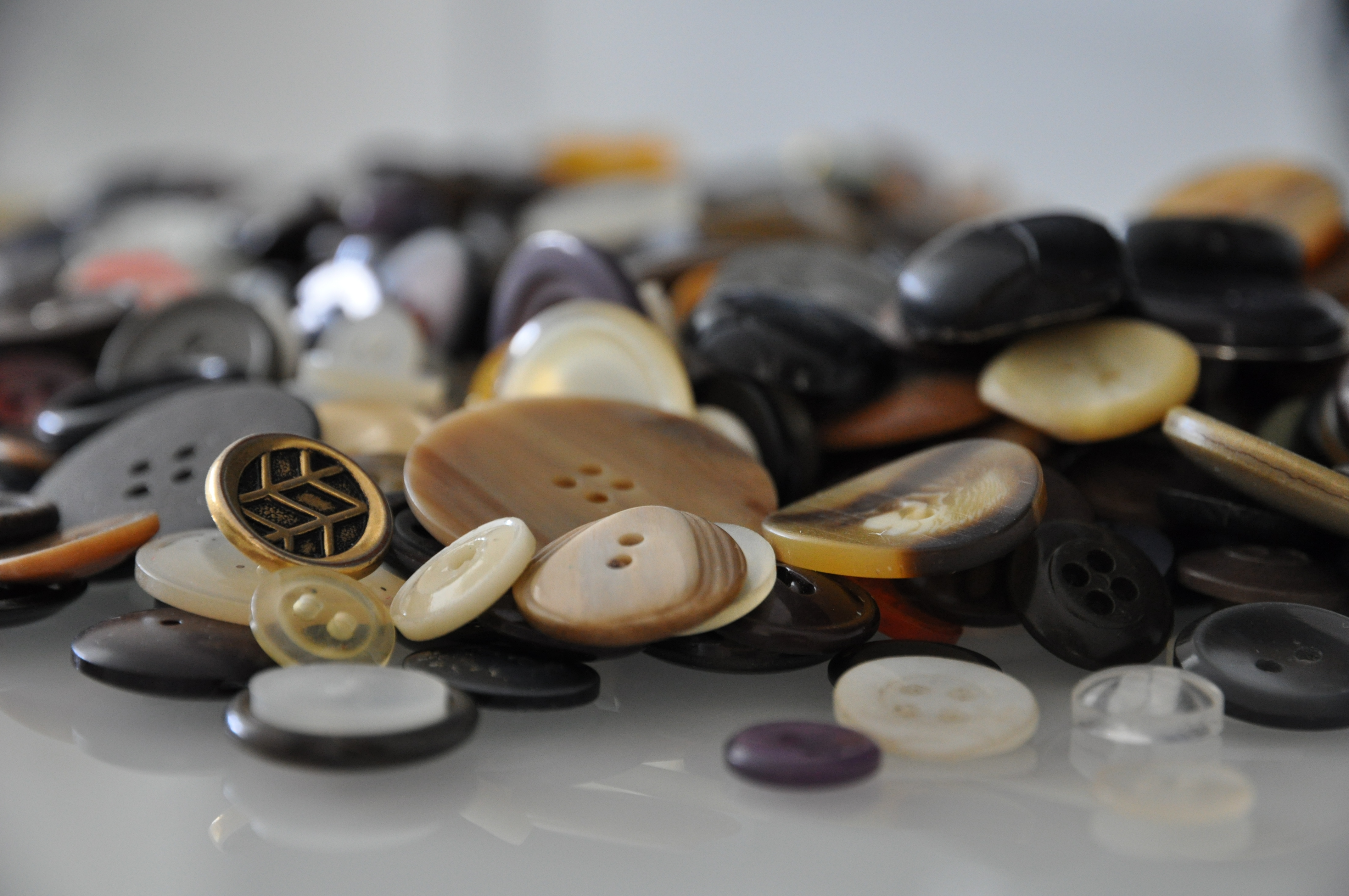
Knopen

Een knoop aan een kledingstuk is een middel om het kledingstuk te sluiten, zodat het gemakkelijk is aan en uit te trekken en toch goed om het lichaam valt. Daarnaast worden knopen ook gebruikt ter versiering van de kleding. Een kenmerk van de knoop is de eenvoud: knopen zijn eenvoudig te bevestigen.
De knoop zelf is een uit hard materiaal vervaardigd dun plaatje met daarin twee of vier gaatjes. Sommige knopen hebben, in plaats van gaatjes, een oogje aan de zijde die op het textiel wordt bevestigd. Het garen waarmee de knoop wordt bevestigd, wordt door de gaatjes of het oogje heen getrokken tijdens het naaien. Ter versteviging kan aan de onderzijde van het textiel een klein lapje textiel worden meegenaaid. In bepaalde gevallen wordt de knoop niet vastgenaaid maar met behulp van een soort klinknagel aan de stof vastgezet. Dit is onder andere het geval bij spijkerbroeken.
Het andere deel van het kledingstuk wordt voorzien van een knoopsgat: een langwerpige opening die rondom wordt versterkt om uitscheuren te voorkomen. Het knoopsgat dient groot genoeg te zijn om de knoop door te laten, maar klein genoeg om te voorkomen dat dit spontaan gebeurt.
Tijdens het sluiten van het kledingstuk wordt de knoop door het knoopsgat gehaald, waarna beide delen vlak over elkaar sluiten. Daarbij valt het deel met de knoopsgaten over het deel met de knopen heen.

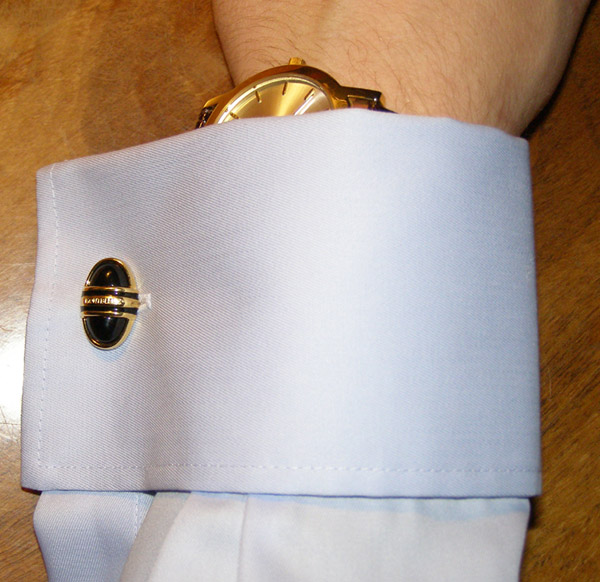
Manchetknoop

Bij de sluiting aan de mouwen van een overhemd wordt af en toe nog een andere methode gebruikt. Hierbij zit aan beide zijden van de sluiting een knoopsgat en wordt een speciaal soort knoop (een manchetknoop) gebruikt. Bij een manchetknoop zit onder de knoop een staafje. Dit staafje wordt door beide knoopsgaten heen gehaald. Aan de andere kant van het staafje zit een tweede staafje, dat door middel van een scharnierconstructie haaks op het eerste staafje gedraaid kan worden. Hierdoor kan de manchetknoop niet meer door de knoopsgaten heen en zit hij vast. Een manchetknoop zit dus niet aan de kleding zelf vast. Daarom kan een manchetknoop ook van wat kostbaarder materiaal (bijvoorbeeld zilver) gemaakt worden, en eventueel voorzien van persoonlijke motieven. Manchetknopen hebben dan ook een exclusieve uitstraling. Bij het gebruik van manchetknopen worden overigens de beide zijden van de mouw meestal niet vlak over elkaar (binnenkant éne zijde over buitenkant andere zijde) gelegd; in plaats daarvan worden de binnenzijden tegen elkaar gelegd (waardoor een "punt" ontstaat).

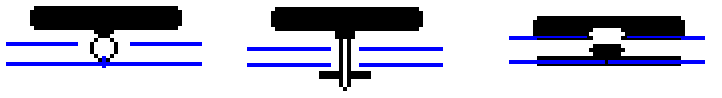
Knopen (schematisch): een gewone knoop (met een oogje), een manchetknoop en een drukknoop

Er bestaan ook drukknopen. Bij deze knopen ontbreekt een (zichtbaar) knoopsgat; de knoop zelf bestaat uit twee (meestal metalen) plaatjes die tegenover elkaar geplaatst worden. Op een van de plaatjes steekt een nokje naar buiten dat vastklemt in een holte in het andere plaatje.

## Links of rechts
Bij mannenkleding zit meestal de knoop rechts en het knoopsgat links. Bij vrouwen is dat andersom. Een verklaring hiervan zou kunnen zijn dat het zwaard van de meestal rechtshandige man op de linkerheup werd gedragen. Het trekken van het zwaard mocht niet gehinderd worden door de kleding. Vrouwen droegen geen zwaard en werden bij het kleden geholpen door een kamenier om de knopen te sluiten. Het was voor de meestal rechtshandige kamenier gemakkelijker wanneer de knopen aan de linkerkant aan de kleding waren bevestigd.

## Versiering
Het knoopsgat op de revers van een jas wordt al sinds meer dan een eeuw alleen voor de sier aangebracht. Op het jasje zijn geen corresponderende knopen aanwezig. Men gebruikt het knoopsgat wel voor corsages, speldjes en de knoopsgatversieringen of lintjes die het bezit van een onderscheiding aanduiden.
De manchet van een colbert is wijd genoeg om over de hand aangetrokken te worden, in tegenstelling tot de manchet van een overhemd. Op de manchet zitten vaak knopen die verder geen nut hebben.